# Гродзец-Малы
Гродзец-Малы (пол. Grodziec Mały) — остановочный пункт в селе Гродзец-Малы в гмине Глогув, в Нижнесилезском воеводстве Польши. Имеет 4 платформы и 4 пути.
Остановочный пункт на линии Лодзь-Калиская — Форст построен в 1884 году, когда эта территория была в составе Германской империи.